# Batalha de Bet Zur
A Batalha de Bet Zur foi travada entre os macabeus, liderados por Judas Macabeu, e um exército selêucida grego liderado pelo vice-rei Lísias em 164 a.C. Macabeu venceu a batalha, e conseguiu reconquistar Jerusalém pouco depois. Os judeus não combateram em terreno aberto, mas utilizaram-se de táticas de guerrilha e de ataques rápidos, seguidos por rápidas retiradas, para empurrar, vagarosamente, o exército selêucida e, eventualmente, derrotá-lo.